# Courant est-australien
Pour les articles homonymes, voir CEA.

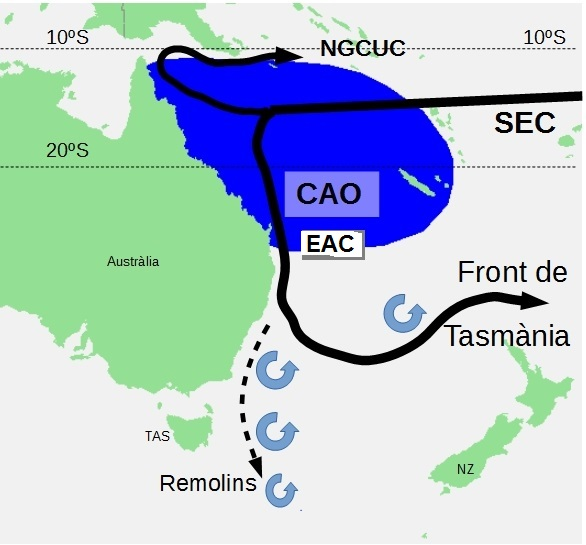
Carte du courant est-australien

Le courant est-australien (CEA) est un courant marin circulant dans la mer de Tasman, entre l'Australie et la Nouvelle-Zélande. Ce courant est un courant chaud.
Il a été rendu célèbre auprès du grand public par le film d'animation Le Monde de Nemo, dans lequel les héros, Marin et Dory, empruntent le CEA avec des tortues afin de rejoindre Sydney.